# Министарство привреде и предузетништва Републике Српске
Министарство привреде и предузетништва Републике Српске је једно од министарстава Владе Републике Српске које се бави пословима из области привреде Републике Српске. Садашњи министар је Војин Митровић

## Надлежности
Министарство привреде и предузетништва Републике Српске обавља управне и друге стручне послове из области индустије; израду и спровођење политика стимулативним мјерама и непосредним контактима са заинтересованим улагачима; подстицање улагања средстава заинтересованих лица у домаћа привредна друштва у области индустрије, праћење утицаја мјера економске политике на кретање индустријске производње и по појединим гранама и значајним предузећима, учешће у изради и доношење техничких прописа из ресорних надлежности и њихово усклађивање са законодавством Европске уније, стратегија и закона који имају за циљ подстицање развоја и промоцију малих и средњих предузећа и предузетништва.

## Историја
Министарство привреде и предузетништва Републике Српске настало је усвајањем новог Закона о републичкој управи децембра 2018, односно реорганизацијом министарстава надлежност индустрије је из дотадашњег министарства индустрије, енергетике и рударства Републике Српске пребачена у новоосновано министарство привреде и предузетништва.

## Досадашњи министри
- Вјекослав Петричевић (од 18. децембра 2018. до 24. децембра 2022. године )
- Војин Митровић (од 24. децембра 2022)